# Buff Bay
Buff Bay ist eine Landstadt im Nordosten von Jamaika. Sie liegt im Landkreis (Parish) Portland Parish im County Surrey, der fruchtbarsten Region der Insel im Flusstal des Spanish River. Es werden hauptsächlich Kaffee und Bananen angebaut. Nördlich grenzt sie an den Ozean und westlich an den Buff Bay River. Im Süden liegen die Blue Mountains. 
2010 hatte Buff Bay 2719 Einwohner.

## Sehenswürdigkeiten
In der Stadt gibt es viele Bauwerke aus dem frühen 19. Jahrhundert. Auf der Seeseite der Stadt steht die anglikanische Kirche mit dem Namen St. George's Parish Church. Sie stammt aus der Zeit, als Buff Bay die Hauptstadt der gleichnamigen Pfarrei war. Diese wurde in die heutigen Pfarreien St. Maria und Portland aufgeteilt.
Wenige Kilometer vom Stadtzentrum entfernt liegt Crystal Springs, ein privat betriebener Botanischer Garten. Dieser ist öffentlich zugänglich und ein beliebtes Ausflugsziel auf Jamaika.

## Söhne und Töchter der Stadt
- Wayne Wonder, jamaikanischer Dancehall- und Reggaesänger
- Lance Lumsden, jamaikanischer Tennisspieler und Musiker